# Pnina Navè-Levinson
Pnina Navè-Levinson (hebräisch פְּנִינָה נָוֶה לֵוִינְסוֹן Pnīnah Naweh Lewīnsōn; geboren 3. April 1921 in Berlin als Paula Fass; gestorben 3. August 1998 in Jerusalem) war eine israelische Judaistin und Autorin mehrerer Bücher. 

## Leben
Paula Fass war eine Tochter des Markus Fass und der Sabina Pflanzgraben. Die Familie Fass, zionistisch geprägt, musste Deutschland 1935 verlassen und emigrierte nach Palästina. Pnina Navè studierte in Jerusalem Romanistik, Judaistik und Erziehungswissenschaften; sie promovierte 1952 als erste Frau an der Fakultät für Jüdische Studien der Hebräischen Universität Jerusalem. Sie war Mitbegründerin der ersten liberalen Synagoge in Jerusalem (Har-El-Synagoge), von 1950 bis 1960 Mitarbeiterin der Encyclopaedia Hebraica und Übersetzerin romanischer Literatur ins Hebräische. Ende der 1960er Jahre kehrte sie nach Deutschland zurück, wo sie fast 20 Jahre lang Lehraufträge an der Universität Heidelberg sowie der Pädagogischen Hochschule Heidelberg wahrnahm, dort seit 1986 als Honorarprofessorin. 
Pnina Navè-Levinson war auf verschiedenen Ebenen im Jüdisch-Christlichen Dialog engagiert. Sie stand dem liberalen Judentum nahe. Ihr Forschungsinteresse galt besonders der Rolle der Frau im Judentum. 
Pnina Navè-Levinson war in erster Ehe mit G. Boehm verheiratet, nach dessen Tod in zweiter Ehe mit Seʾev Navè und nach einer Scheidung seit 1970 mit dem Landesrabbiner Nathan Peter Levinson, sie hatte zwei Kinder. 

## Schriften (in Auswahl)
- Die neue hebräische Literatur. Francke, Bern und München 1962.
- Du unser Vater. Jüdische Gebete für Christen. Herder, Freiburg 1975, ISBN 3-451-17313-1.
- Einführung in die rabbinische Theologie. Wissenschaftliche Buchgesellschaft, Darmstadt 1982, ISBN 3-534-08558-2; 3., erweiterte Auflage 1993.
- Die Ordination von Frauen als Rabbiner. In: Zeitschrift für Religions- und Geistesgeschichte, Jg. 38 (1986), S. 289–310.
- Was wurde aus Saras Töchtern? Frauen im Judentum. GTB, Gütersloh 1989, ISBN 3-579-00495-6.
- Eva und ihre Schwestern. Perspektiven einer jüdisch-feministischen Theologie. Gütersloher Verlagshaus Mohn, Gütersloh 1992. ISBN 3-579-00535-9.
- Esther erhebt ihre Stimme. Jüdische Frauen beten. Gütersloher Verlagshaus Mohn, Gütersloh 1993, ISBN 3-579-00538-3.
- Einführung in die jüdische Schriftauslegung. In: Bibel und Kirche, Jg. 1996, Heft 2, S. 54–62 (online).
- mit Nathan Peter Levinson: Die Responsen als Spiegel der jüdischen Geschichte. Herausgegeben von Hans-Jürgen Hermisson. Mohr Siebeck, Tübingen 1996, ISBN 3-16-146640-3.